# Opel 1,3 Liter

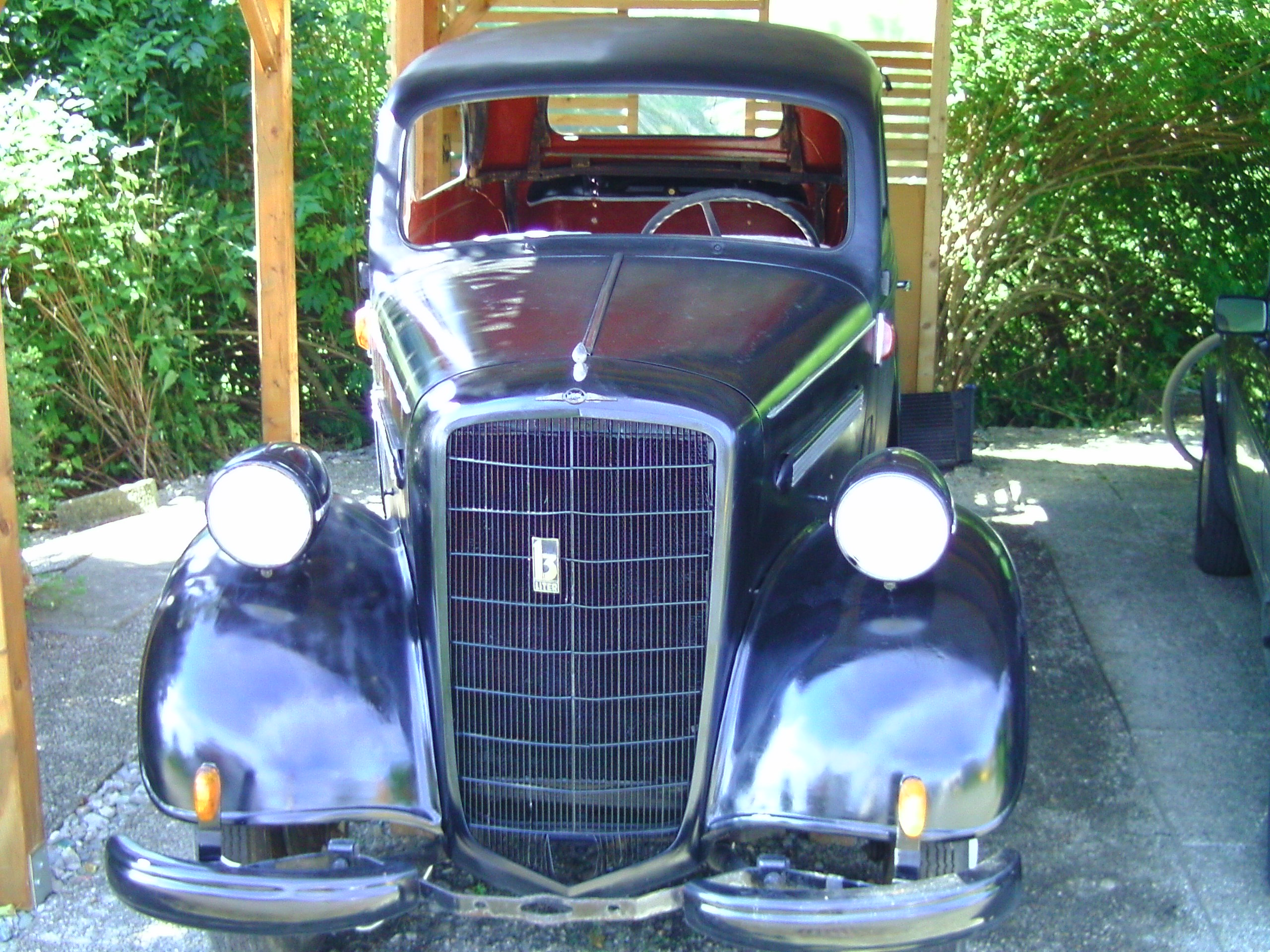
Frontansicht

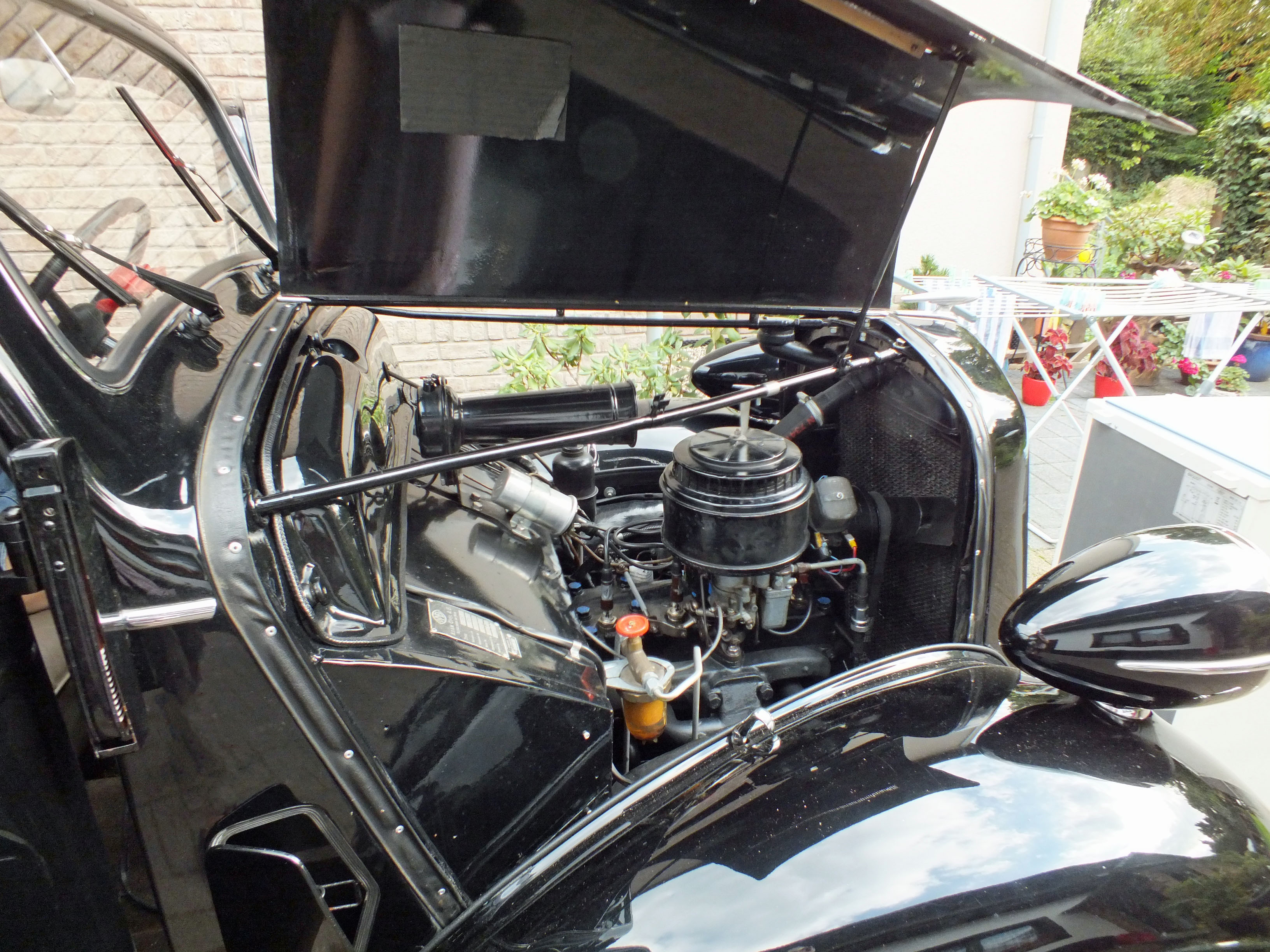
Motorraum

Der Opel 1,3 Liter war ein PKW-Modell der Adam Opel AG in Rüsselsheim.

## Geschichte
Ende 1933 entstanden zwei Prototypen des intern Opel Typ 1397 genannten Modells mit einem 24 PS starken 1,3-Liter-Motor.
Der wie der Vorgänger 1,2 Liter gemeinsam von Opel und General Motors entwickelte Wagen hatte einen Kastenrahmen mit Kreuztraverse. Die strömungsgünstigere Karosserie mit geschwungenen Kotflügeln und von außen zugänglichem Kofferraum hatte das Modell mit dem gleichzeitig erschienenen Opel 6 gemein. Wie dieser hatte der neue Wagen auch hydraulisch betätigte Bremsen (vorher seilzugbetätigt) und statt der vorderen Starrachse Einzelradaufhängung mit „Dubonnet-Federknie“: die vorderen Räder waren an Schwingarmen aufgehängt, die in mit Öl gefüllten, zum Lenken horizontal schwenkbaren Pressstahlgehäusen gelagert waren. Im Gehäuse waren die Schraubenfedern und Stoßdämpferkolben untergebracht.
Die höhere Motorleistung wurde durch eine um 2,5 mm vergrößerte Bohrung erreicht, die einen Hubraum von 1288 cm³ ergab. Bis in den Herbst 1935 baute die Adam Opel AG in Rüsselsheim 29.002 Wagen vom Typ Opel 1,3 Liter, der vom Opel Olympia abgelöst wurde. Der direkte Konkurrent war der Adler Trumpf Junior 1G, der 180 RM günstiger war.

## Daten
- Vierzylinder-Reihenmotor
- Hubraum: 	1288 cm³
- Bohrung × Hub: 67,5 mm  × 90 mm
- Verdichtung: 6,0 : 1
- Motorsteuerung: SV-Ventilsteuerung
- Gemischbildung: Fallstromvergaser
- Tankinhalt:      25 Liter
- max. Drehmoment: 68 Nm bei 1600/min
- max. Leistung:   17 kW (24 PS) bei 3200/min
- Bauart: 	Frontmotor mit Hinterradantrieb
- Getriebe: 	Viergang mit Mittelschaltung
- Aufhängung: 	hinten Starrachse mit Blattfedern, vorn Einzelradaufhängung mit „Synchron-Federung“
- Bremsen: 	Trommelbremsen, hydraulisch betätigt
- Reifen: 	5.25 – 16
- Verbrauch: 	ca. 8–10 Liter/100 km
- Höchstgeschwindigkeit: 	ca. 90 km/h
- Zulässiges Gesamtgewicht: 	1345 kg

## Preise
1934 kostete das Fahrgestell 2150 Reichsmark (RM), die zweitürige Limousine 2650 RM, die viertürige Limousine 2950 RM, die zweitürige Cabriolimousine 2750 RM und das viersitzige Cabriolet mit zwei Seitenfenstern 3250 RM. 1935 waren alle Varianten 200 RM teurer, bis auf das Cabriolet, das nun 3300 RM kostete.